# Fort Skopje

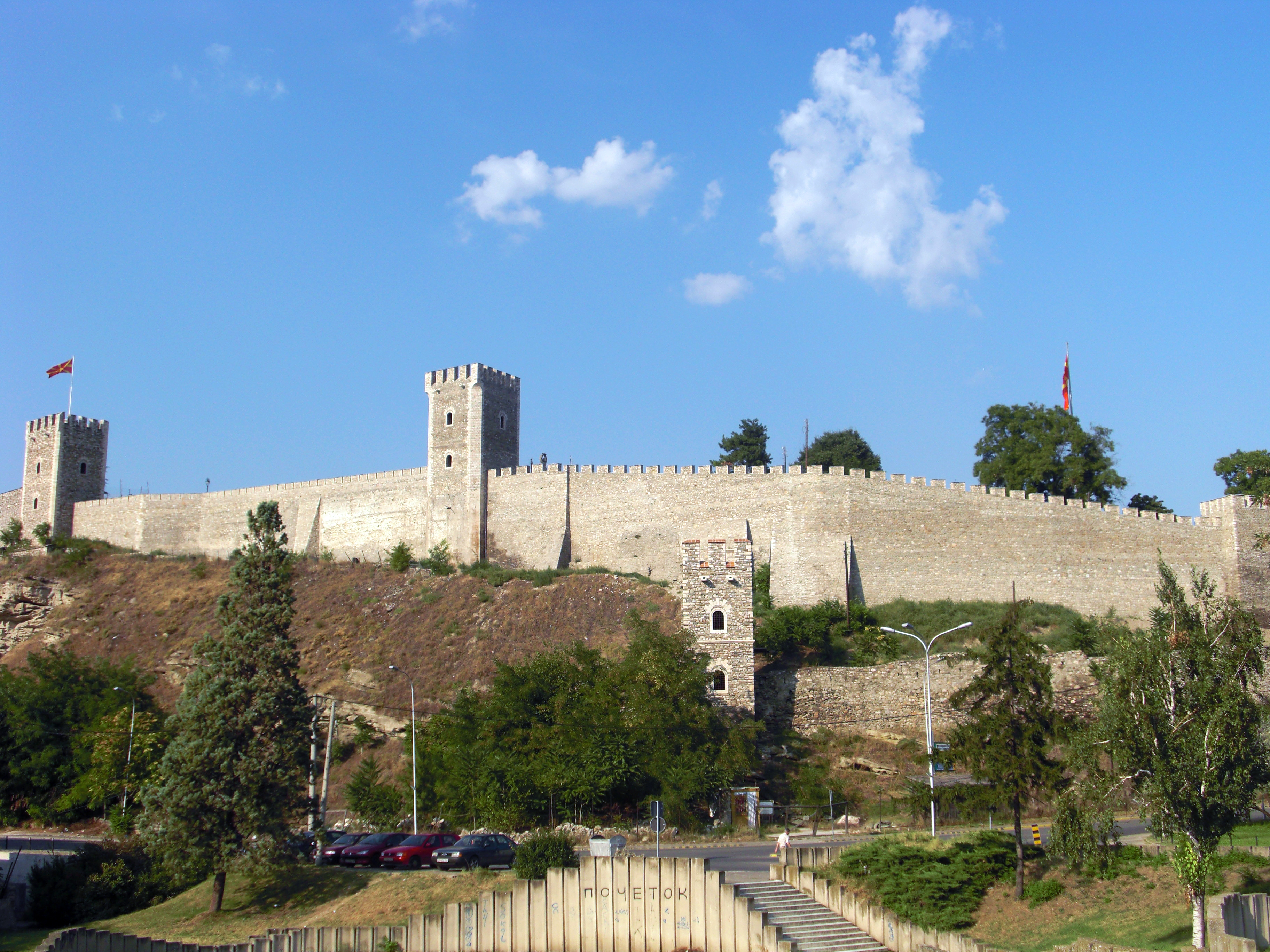
Skopsko Kale

Het Fort Skopje (Macedonisch: Скопско Кале, transliteratie Skopsko Kale), ook wel aangeduid als Fort Kale of enkel Kale (het Turkse woord voor fort) is een historisch fort dat gelegen is in het oude centrum van Skopje, de hoofdstad van Noord-Macedonië. Het is gelegen op het hoogste punt van de stad, uitkijkend over de rivier de Vardar. Het fort is afgebeeld op het wapen van de stad Skopje, dat op haar beurt weer te zien is op de nationale vlag.

## Geschiedenis

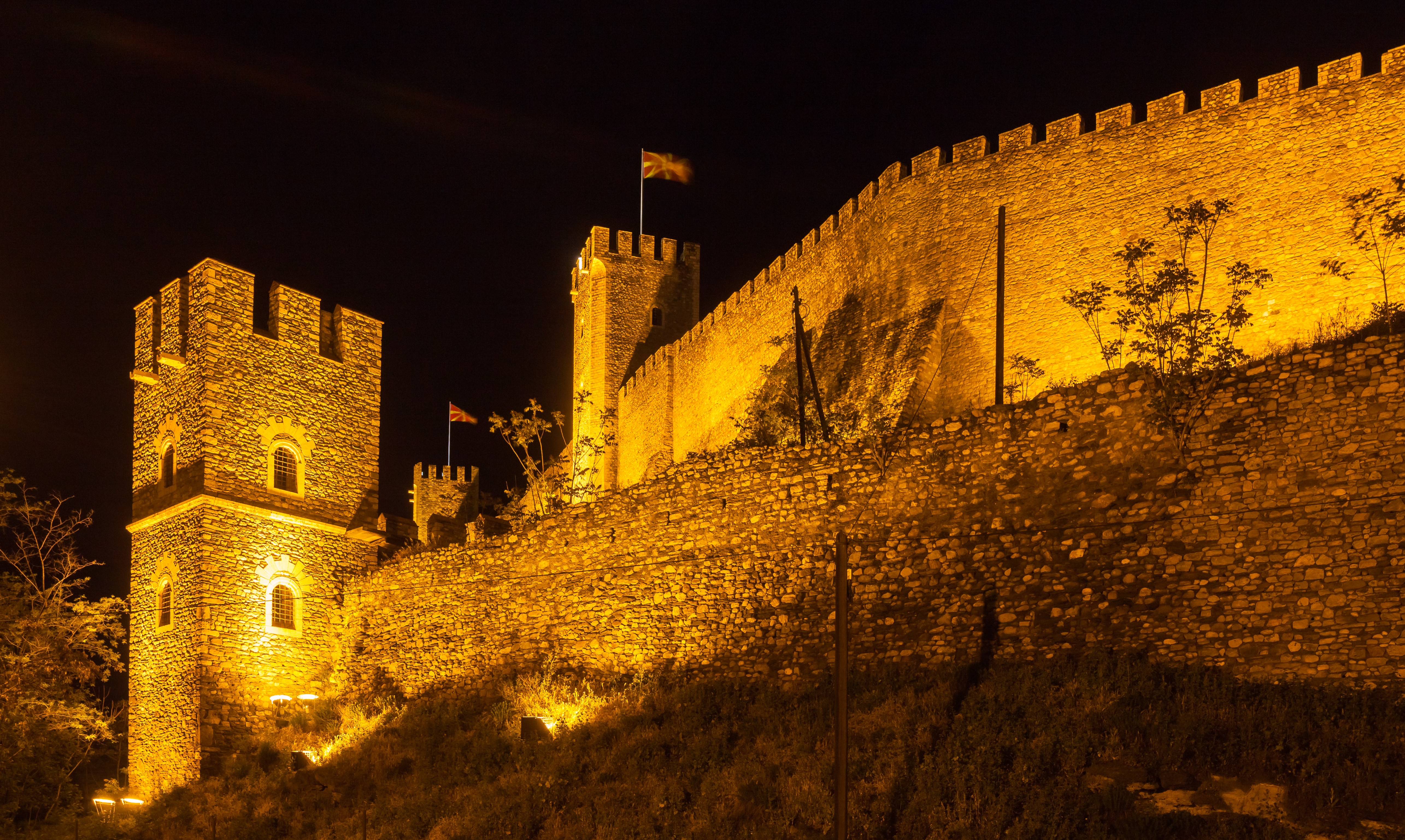
Het fort 's nachts.

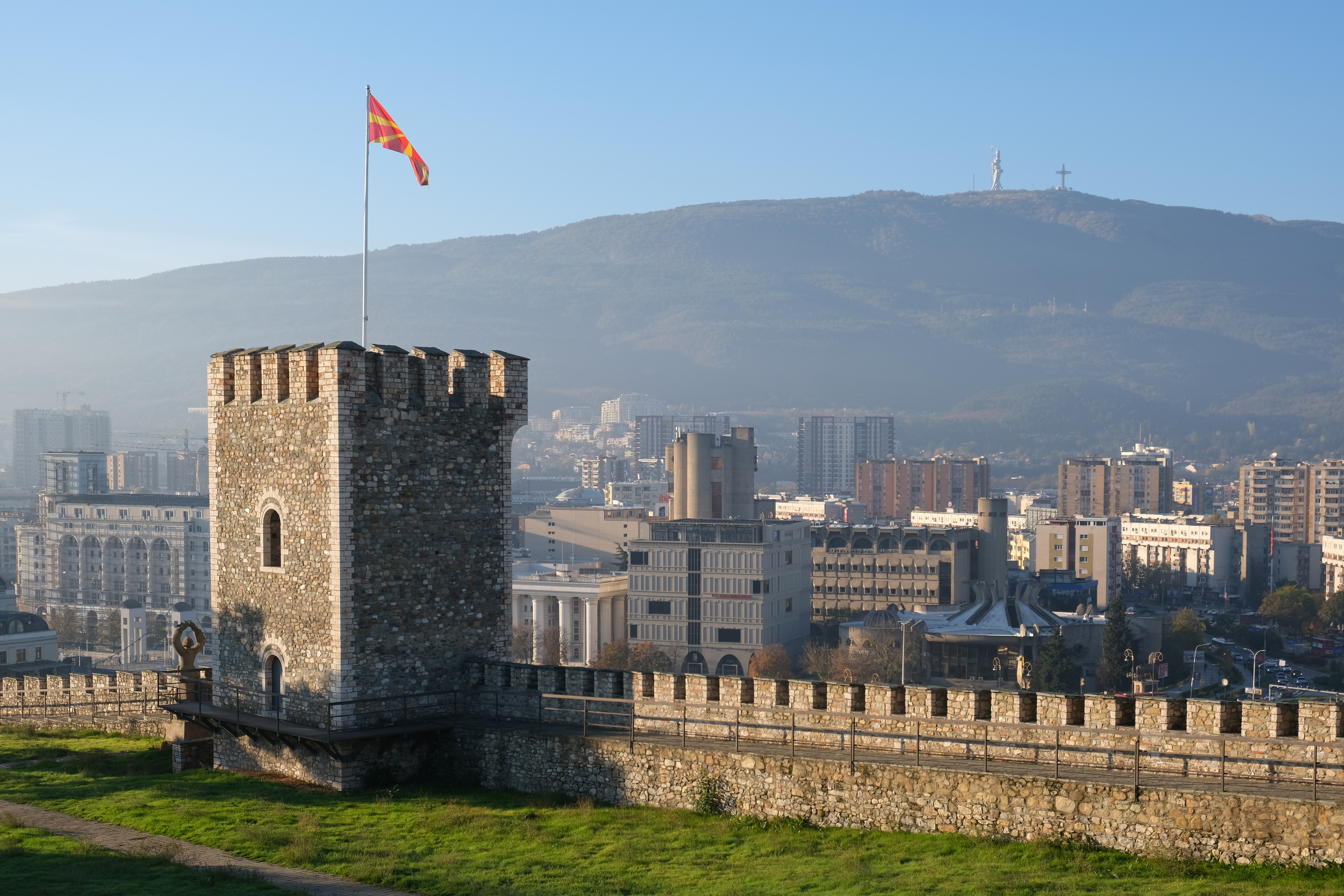
Een toren met de vlag van Noord-Macedonië

Het eerste fort werd gebouwd in de zesde eeuw, op een plek die al sinds 4000 voor Christus werd bewoond. Het was gebouwd uit gele kalksteen en travertijn en bevatte ook Latijnse inscripties op de muur. Die inscripties leiden tot de gedachte dat dit fort is ontstaan in de Romeinse nederzetting Skupi, die compleet werd verwoest als gevolg van een aardbeving in het jaar 518.
Het fort wordt gedacht te zijn hersteld tijdens de heerschappij van Justinianus I en verder uitgebouwd in de 10e en 11e eeuw. Het zou zijn gebouwd over de resten van het paleis van Justinianus I dat waarschijnlijk was verwoest door een aantal oorlogen en veldslagen in die regio. Er is niet veel bekend over dit middeleeuwse bouwwerk behalve een paar documenten die een outline van het fort geven.
In 1660 schreef Evliya Çelebi, een geschiedschrijver in het Ottomaanse Rijk, een gedetailleerde beschrijving van het fort terwijl hij reisde door het Ottomaanse Rijk.

Het is een gefortificeerde stad, een heel sterk en stevig fort met dubbele muren. De stadspoort en de muren zijn gemaakt van stenen die glimmen alsof ze zijn gepoetst. Men kan in andere steden niet zo veel verfijning en kunst als in de constructie hier vinden. De stad ligt in het midden van Skopje. Het is een hoge stad, in een shedakovskaconstructie een vijfvormig. De muren, die de stad aan alle kanten omgeven, behalen een hoogte van 50 arshini. De stad wordt beschermd door zeventig bastions en drie poorten aan de zuidoostelijke kant, en er zijn veel bewakers in de hal bij de ingang. De deur en de muren van die hal zijn versierd met verschillende wapens en gereedschappen benodigd voor die wapens.
Er is geen plek of locatie die deze stad kan domineren. Het ligt op hoge rotsen, dus iedereen kan het helemaal zien.
De rivier de Vardar stroomt aan de westelijke kant. Aan dezelfde kant van de stad loopt een weg die door de grotten leidt naar de watertoren bij de rivieroever. Aangezien er een diepe put aan die kant van de stad is, zo eng als de krochten van de hel, zijn er geen geulen en kunnen die er ook niet zijn. De bewaker tilde normaal met behulp van een windas de brug op, wat dienstdeed als verdediging van de poort. Boven de poort bevindt zich een inscriptie, die meer informatie geeft over de reparatie van de poort in het verleden. De inscriptie is: "De wijze zoon van Mehmed-han in het jaar 1446.

Het fort werd in 1963 weer beschadigd door een aardbeving maar werd, tot recent, niet hersteld.

## Opgraving en restauratie
Eind 2006 is onderzoek en opgraving van het Fort Skopje begonnen. Archeologen vonden houten blaasinstrumenten en versieringen in klei die dateren tot heel ver terug. Het bracht ook huizen die gelegen waren onder het zichtbare deel van het fort aan het licht. Deze ontdekkingen worden geacht te hebben behoord tot de bewoners van Scupi die hier leefden toen met de bouw van het fort werd begonnen. De opgravingen duurden tot in 2009.
In mei 2010 werd de grootste voorraad Byzantijnse munten ooit gevonden in Macedonië onder het fort ontdekt.